# Sender Eiðar

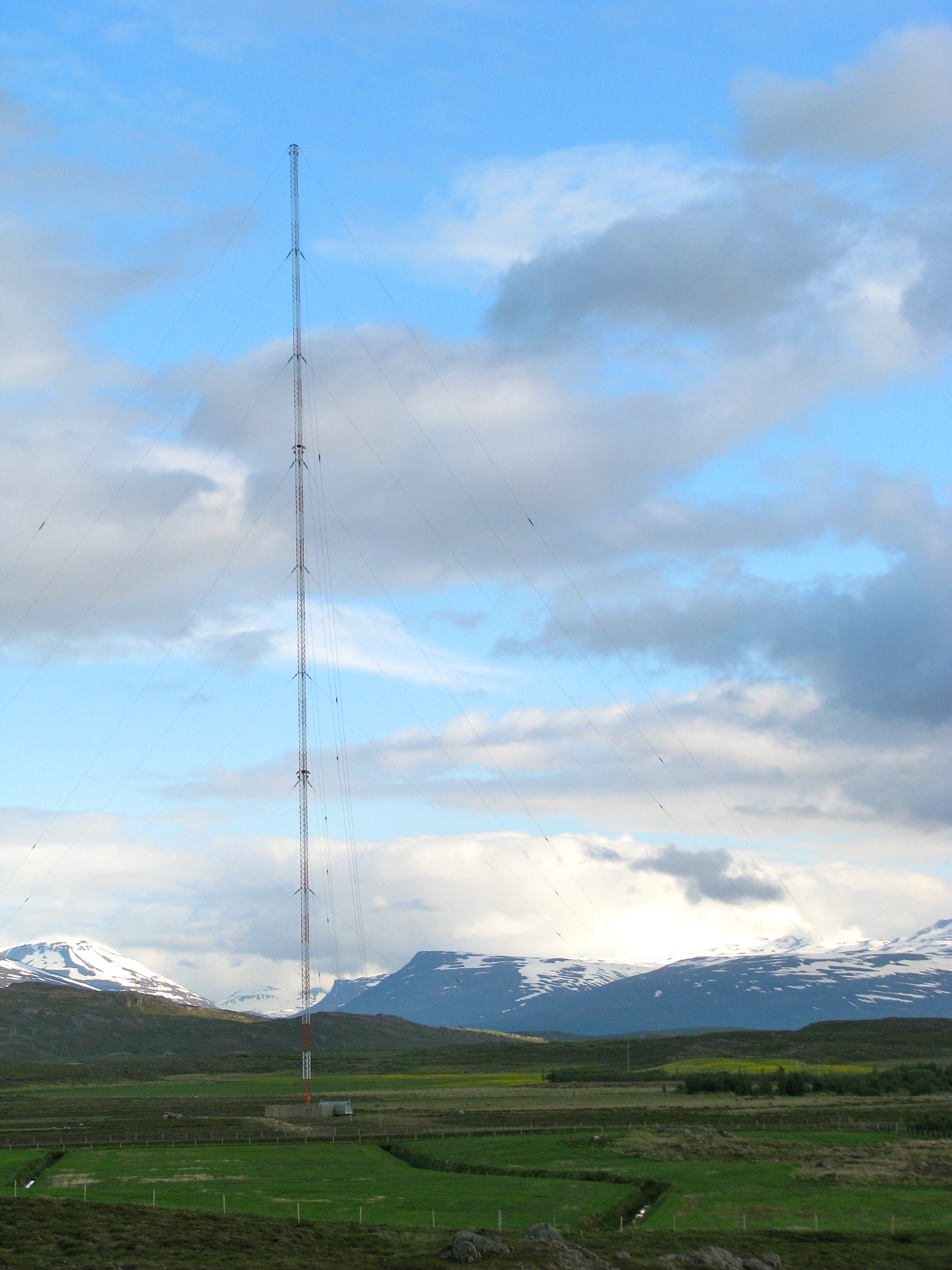
Sendemast Eiðar

Der Sender Eiðar war eine zwischen 1996 und 1998 errichtete Langwellensendeanlage im Osten von Island. Sie übertrug die beiden Hörfunkprogramme des isländischen Rundfunks Ríkisútvarpið im Timesharing. 2023 wurde die Programmverbreitung über den Sender Eiðar eingestellt und der Sendemast gesprengt.

## Geschichte
Der Ort Eiðar liegt 14 km nördlich von Egilsstaðir am Borgarfjarðarvegur . Mit 220 Metern Höhe war der Sendemast das dritthöchste Bauwerk in Island. Er sollte ursprünglich noch höher errichtet werden, dies ließ sich aber wegen der Nähe zum Flughafen Egilsstaðir nicht umsetzen. 
Der gegen Erde isolierte Sendemast strahlte auf 207 kHz mit einer Leistung von 50 kW (zuvor 100 kW) und wurde vom isländischen Rundfunk betrieben.
Am 27. Februar 2023 um 15:11 Uhr Ortszeit endete die Programmverbreitung des Programms von Ríkisútvarpið über den Sender Eiðar. Als Grund wurde der fortschreitende UKW-Ausbau in den ländlichen Gebieten Islands genannt. Es wurde eine Hinweisschleife aufgeschaltet, welche auf alternative Empfangsmöglichkeiten hinweist. Der Sendemast wurde am 1. März 2023 nur wenige Minuten nach der Abschaltung des Senders mitsamt noch eingeschalteter Flugsicherheitsbefeuerung gesprengt. Die Programmverbreitung über den zweiten Langwellensender Gufuskálar im Westen Islands soll ein Jahr später ebenfalls eingestellt werden. Es wird vermutet, dass dringender Wartungsbedarf der wahre Grund für die im Vorfeld nicht angekündigte Abschaltung und den zeitnahen Abriss sein könnte.
Ein neuer Sendemast wird in Eiðar für die örtliche Versorgung mit Rundfunk und Fernsehen gebaut.
Er wird mit etwa 21 m wesentlich niedriger ausfallen.